# امامزاده سید حمزه (کاشمر)
امامزاده سیدحمزه یا باغ‌مزار نام کهن‌ترین مسجد در کاشمر است، که دربرگیرندهٔ آرامگاه منسوب به حمزه بن حمزه بن موسی کاظم، باغ و گورستان می‌باشد و نزد شیعیان به‌عنوان یک امامزاده گرامی داشته می‌شود. این اثر مربوط به دورهٔ صفوی بوده و در تاریخ ۱۰ خرداد ۱۳۸۲ با شمارهٔ ثبت ۸۷۳۸ به‌عنوان یکی از آثار ملی ایران به ثبت رسیده است.

## ساختار
ساختمان این مسجد دارای گنبدی بلند با کاشی‌کاری سبز رنگ و ایوان آینه‌کاری شده و ۲ گلدسته است. نمای درون گنبد و اطراف رواق نیز آینه‌کاری شده است و در باغ آن، سروهای کهن برپاست. مجموعهٔ باغ‌مزارِ کاشمر، حدود هشت هکتار مساحت دارد و در مرکز شهر جای گرفته است. ساختمان و بارگاه امامزاده سیدحمزه بر سکویی مرتفع قرار گرفته و تزئینات آن شامل کاشی‌کاری معرق، آینه‌کاری و دیگر عناصر تزئینی می‌شود. بازسازی بنای فعلی امامزاده با تلاس مهندس فتحی بوده که با سرمایهٔ خود آن را نوسازی کرده است. بیشترین تغییرات ساختمان، از سال ۱۳۹۹ قمری است، صحن و غرفه‌های آن در فاصلهٔ سال‌های ۱۳۵۴ تا ۱۳۵۶ با تلاش ادارهٔ اوقاف کاشمر احداث شد که با سنگ مرمریت طوسی گسترده و دیوارها با کاشی‌کاری لعابی آرایش شده است.

## نگارخانه

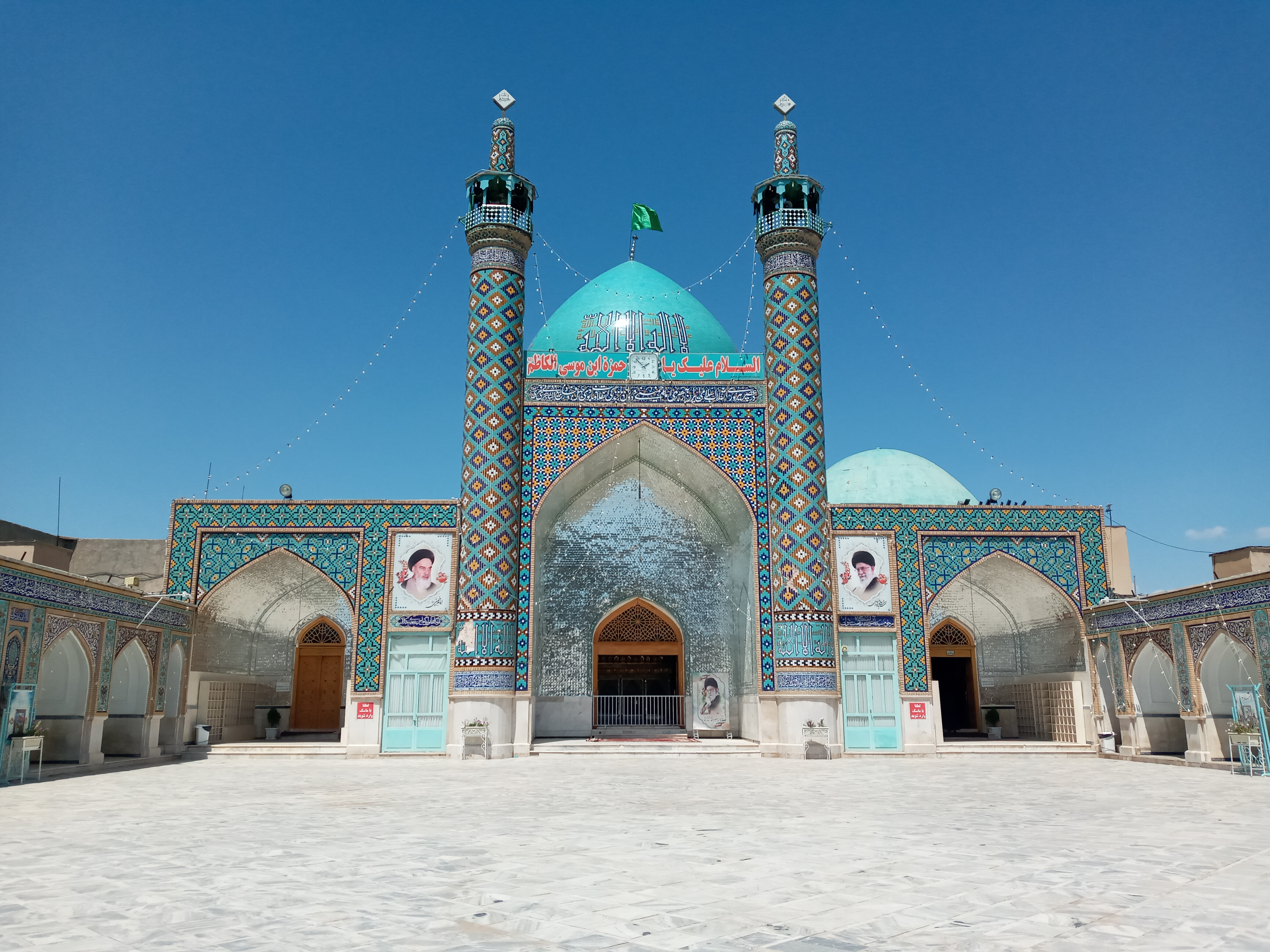
نمای آرامگاه
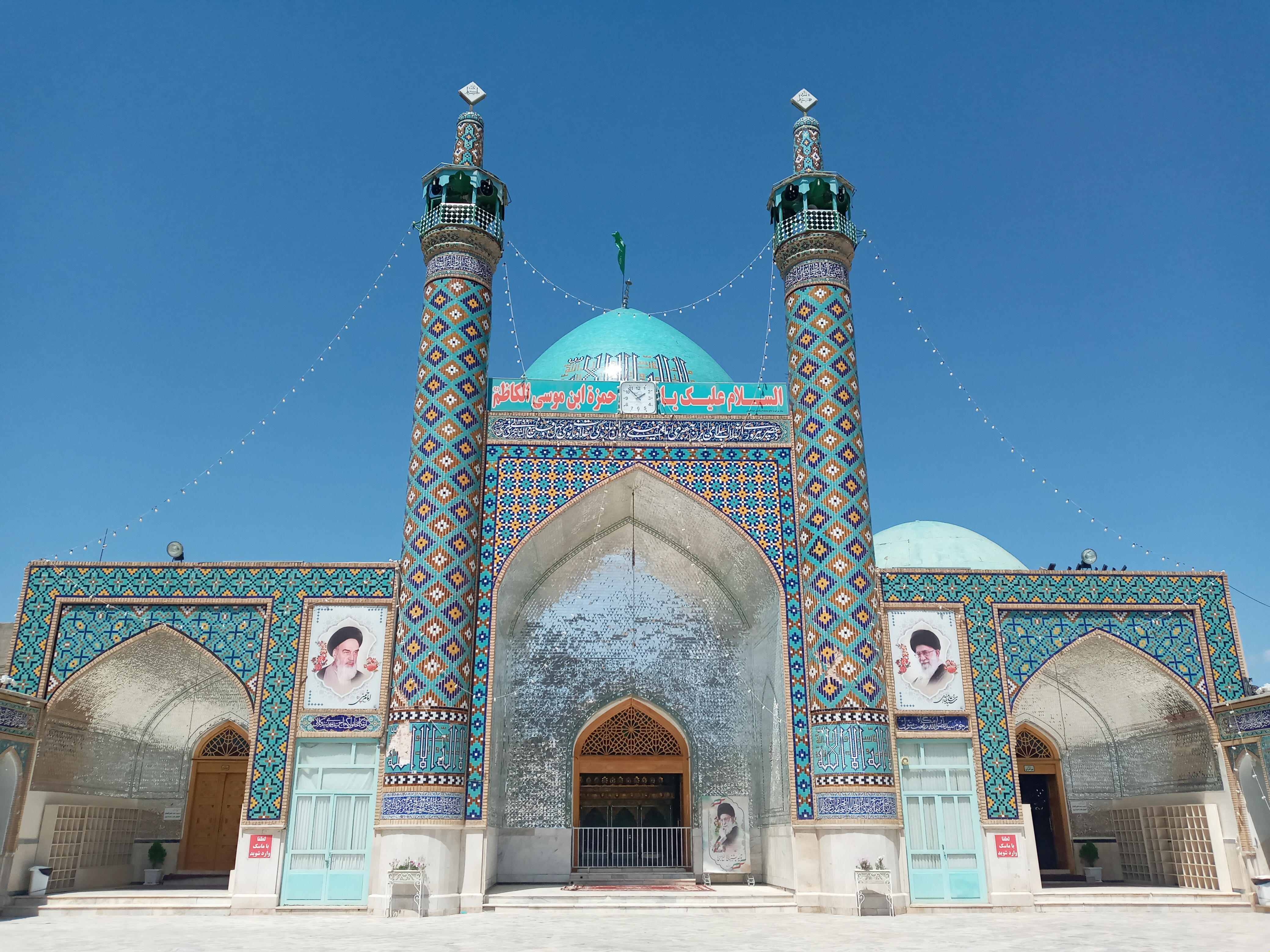
نمای آرامگاه
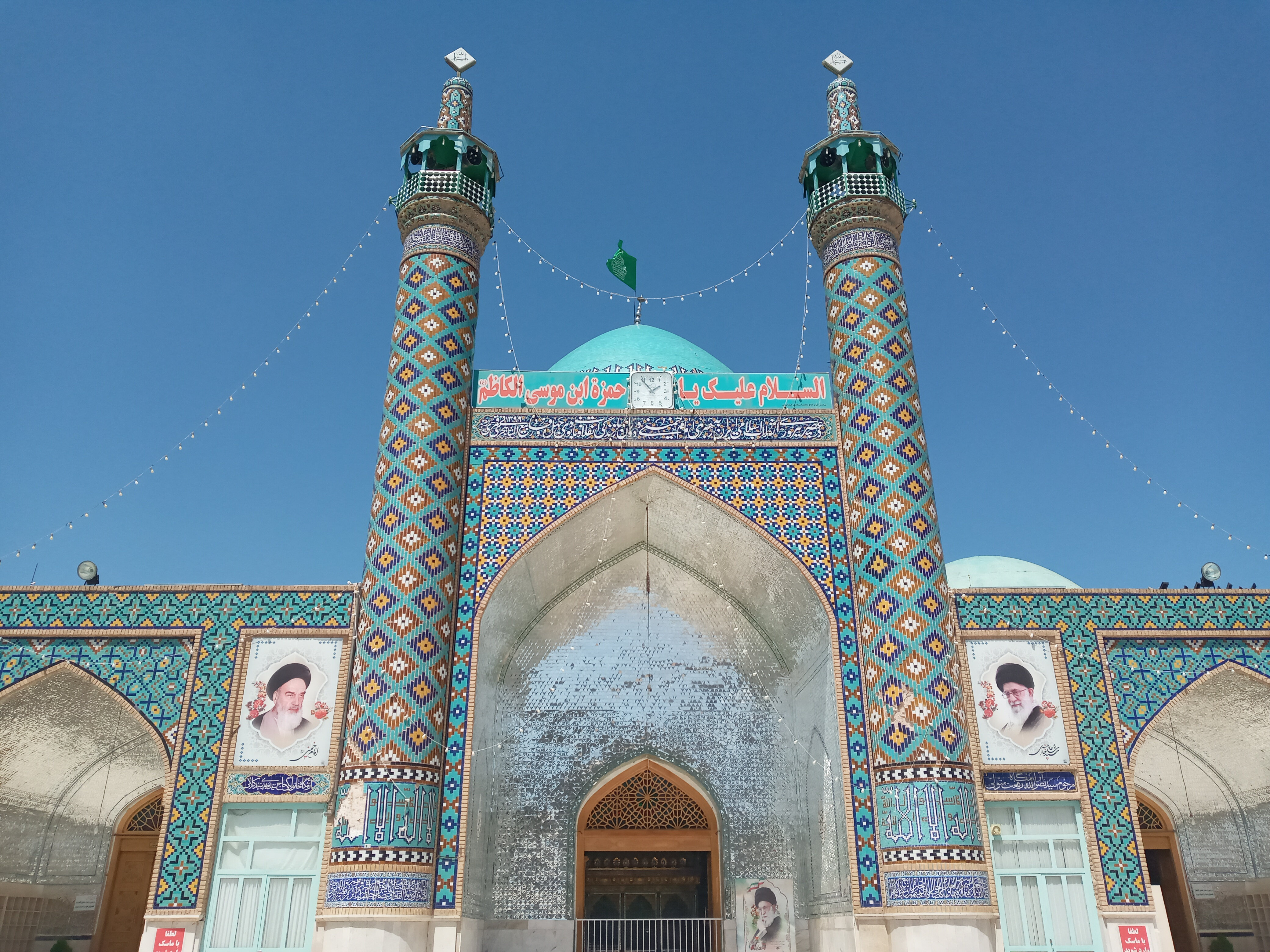
نمای آرامگاه
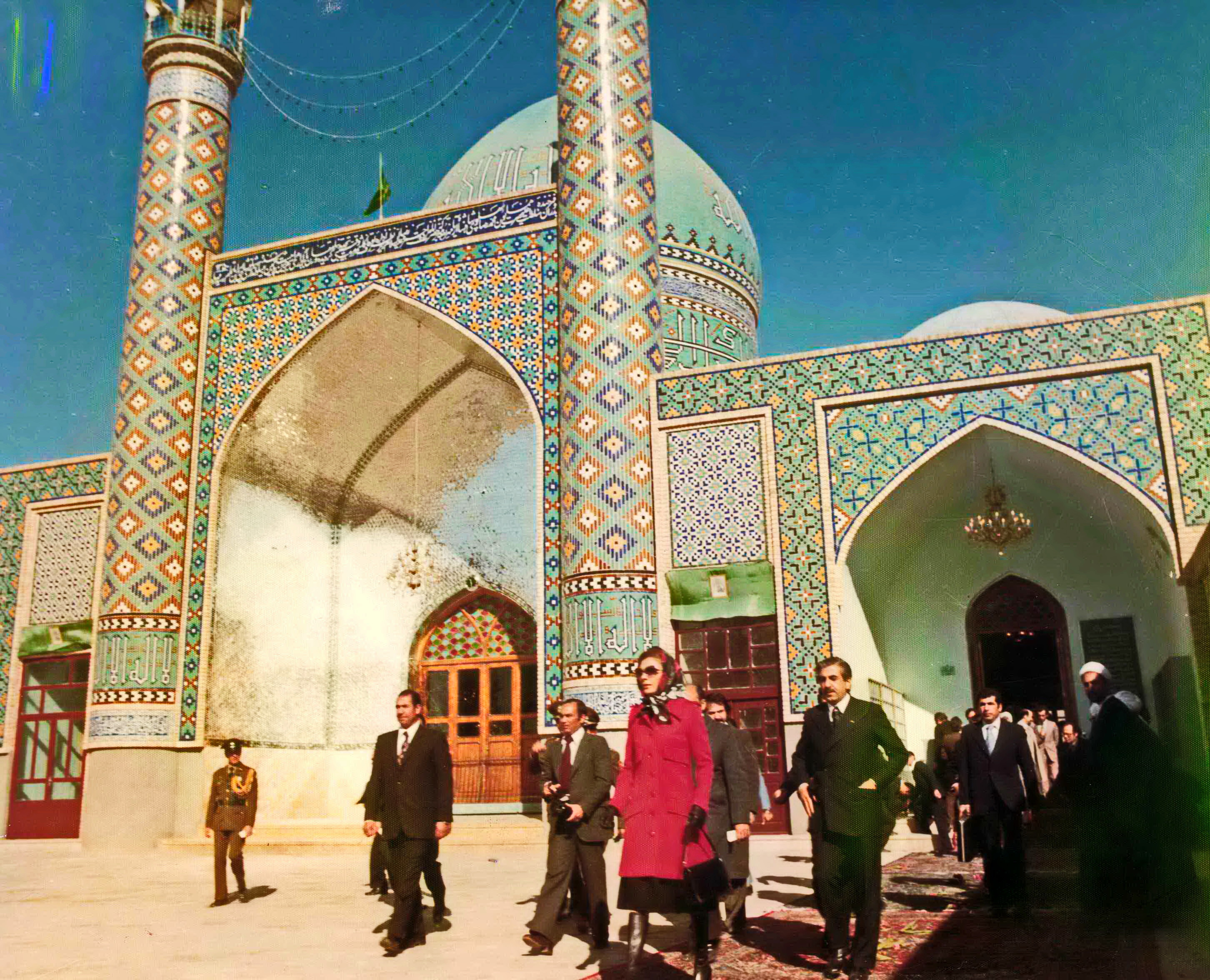
فرح پهلوی در امامزاده سیدحمزه کاشمر
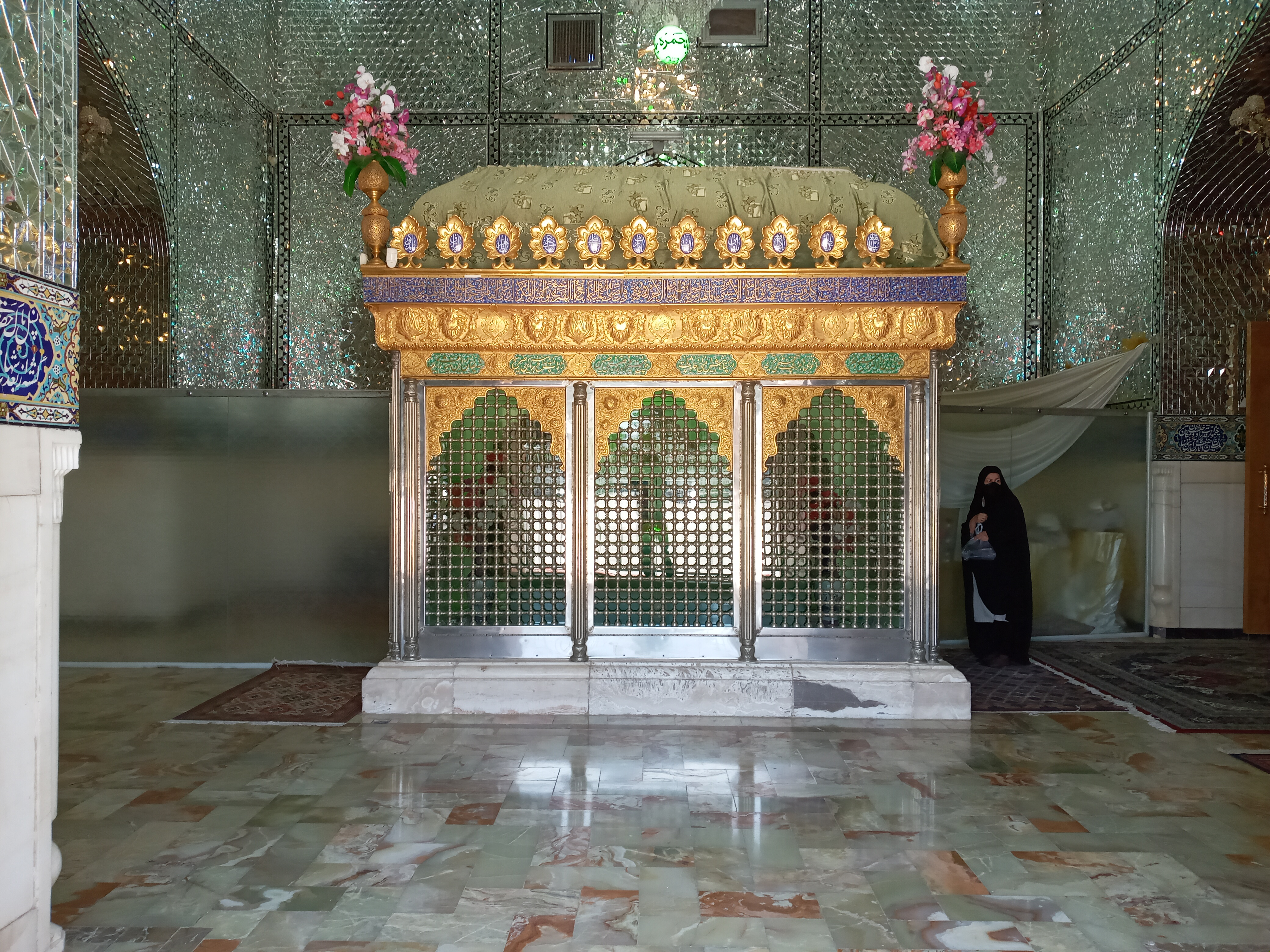
داخل آرامگاه
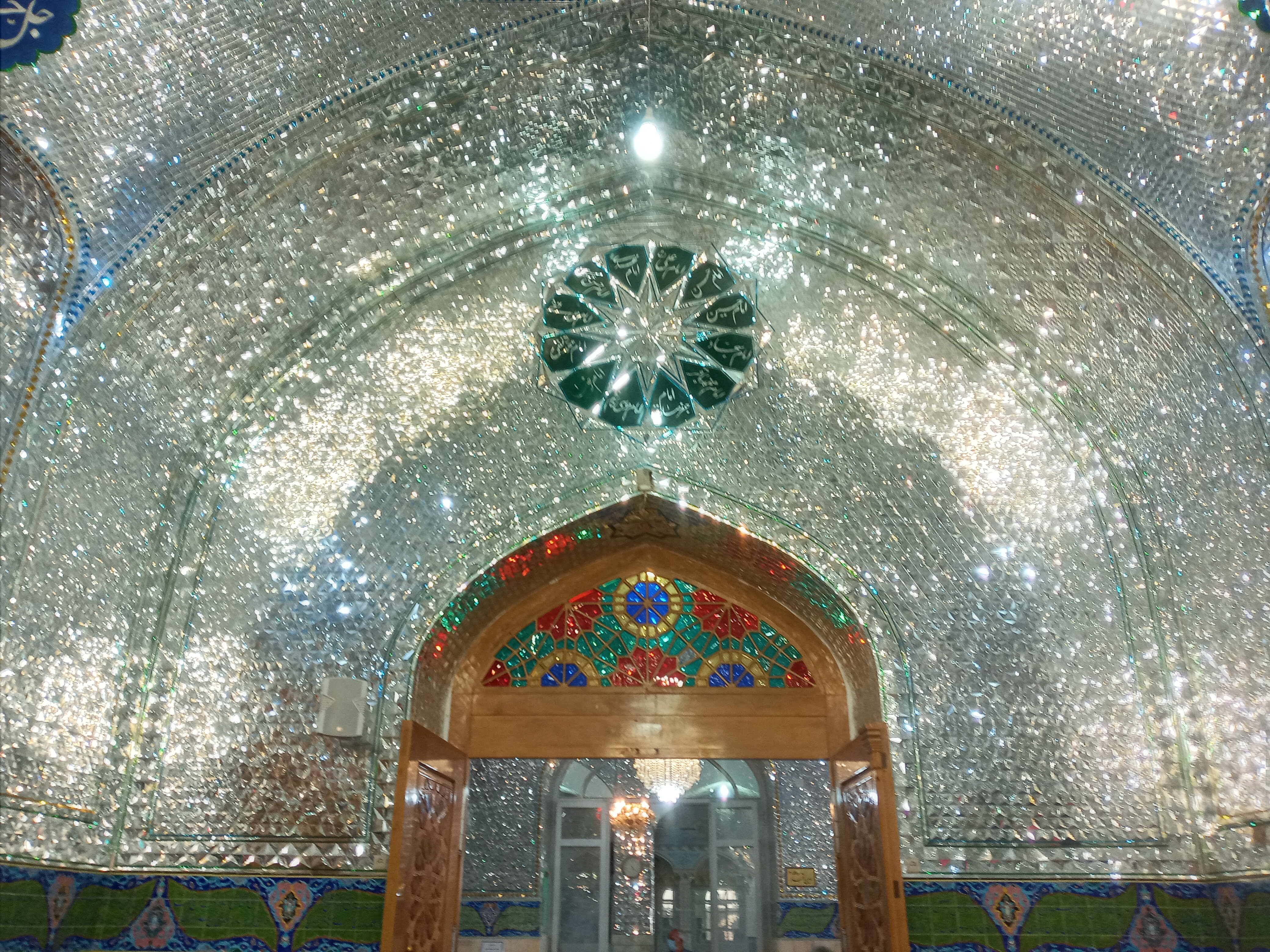
داخل آرامگاه
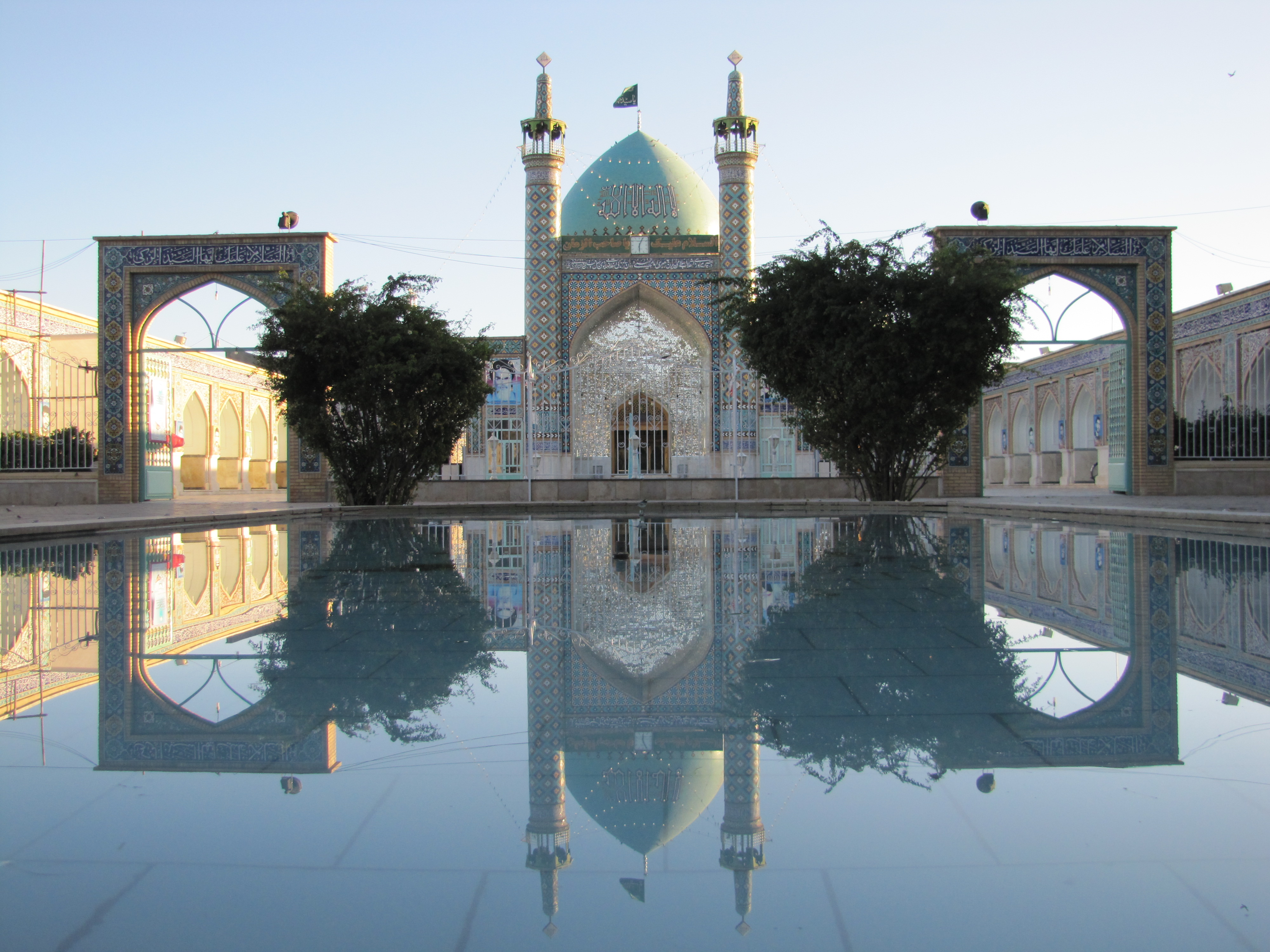
نمای بیرونی